# 大観区
大観区（だいかん-く）は、中華人民共和国安徽省安慶市に位置する市轄区。

## 行政区画
- 街道:徳寛路街道、玉琳路街道、竜山路街道、菱湖街道、集賢路街道、石化路街道、花亭路街道
- 鎮:海口鎮
- 郷:十里鋪郷、山口郷